# Саломон (король Бретани)

Королевство Бретань в IX веке

Саломон (фр. Salomon, брет. Salaün, древнебрет. Salamun, Salavun; убит 28 июля 874) — король Бретани с 857 года. Правление Саломона считается вершиной могущества Бретонского королевства. По мнению ряда историков, именно он был канонизирован как почитаемый в Бретани святой Соломон.

## Биография

### Вассал короля Бретани
Впервые в исторических источниках Саломон, сын графа Поэра Риваллона III и сестры первого герцога Бретани Номиноэ, появляется в 852 году, когда, согласно «Бертинским анналам», он был сторонником короля Западно-Франкского королевства Карла II Лысого и получил от него треть Бретани. Владения его находились в районе Ренна. С этого момента он был самым сильным феодалом при дворе своего двоюродного брата Эриспоэ.
В 856 году Карл II Лысый создал на границе с Бретанью герцогство со столицей в Ле-Мане, герцогом которого он назначил своего сына Людовика Заику, получившего также титул короля Нейстрии. Кроме того Карл договорился об обручении Людовика с дочерью короля Бретани Эриспоэ. Это вызвало беспокойство Саломона, опасавшегося за свои владения. В результате он в 857 году подговорил бретонца по имени Алмар, который в ноябре убил короля Эриспое в церкви. После чего новым королём стал Саломон.

### Правитель Бретани
Став королём, Саломон умело воспользовался неурядицами и восстаниями в Западно-Франкском королевстве для увеличения своих владений. В 858 году Саломон поддержал восстание нейстрийской знати, недовольной образованием Ле-Манского герцогства, однако уже в сентябре в Орлеане договорился о мире с предпринявшим поход в Бретань Людовиком II Немецким. В 859 году Саломон подтвердил условия мира, заключённого между Карлом II и Эриспоэ.
В 862 году Саломон решил поддержать Людовика Заику, восставшего против отца. Для этого он нанял норманнов, чтобы те напали на владения Роберта Сильного, маркграфа созданной в 861 году из земель Ле-Манского герцогства для защиты от бретонцев Нейстрийской Бретонской марки. Кроме того он предоставил Людовику бретонскую армию. В ответ в 863 году Карл организовал поход в Бретань, но дошёл только до Антрамма, где заключил с Саломоном мир. По условиям Антраммского договора Саломон присоединил к своим владениям западную часть Анжу. Со своей стороны Саломон возобновил выплату дани.
Однако набеги норманнов на владения Карла возобновились в 865 году. В следующем году объединённая норманнская и бретонская армия в битве при Бриссарте разбили армию Роберта Сильного, который при этом погиб. В 867 году Карл организовал новый поход на Бретань. Итогом похода стал Компьенский договор между Карлом и Саломоном, заключённый 1 или 25 августа, по которому к Бретани были присоединены Котантен, Авраншен и Нормандские острова, а Саломон признал себя вассалом Карла. Кроме того в 868 году Карл передал Саломону через своего сына Карломана различные королевские регалии, включая украшенную драгоценными камнями корону, а также стал крёстным отцом для двухлетнего сына Саломона, Виго. Мир этот продлился до смерти Саломона.
Кроме того, Саломон предпринимал усилия для того, чтобы убедить папу римского Николая I вывести епископство Доль из подчинения Турского архиепископства, сделав его архидиоцезом для всех бретонских епархий, однако добиться этого так и не смог.
В конце своего правления Саломон пользовался практически неограниченной властью в Бретани, именуя себя «князь всей Бретани и большой части Галлии». Эта власть вызвала недовольство бретонской знати. В итоге в 874 году был организован заговор, который возглавили зять Саломона граф Нанта Паскветен, зять Эриспоэ граф Ренна Гурван, а также племянник Саломона Виго, сын графа Корнуая Ривелина. В итоге Саломон 28 июня был схвачен и убит. Убийство Саломона привело к гражданской войне в Бретани между различными феодалами, претендовавшими на наследование Саломону.

### Семья
Жена: Гюнебрет (Вамбри). Дети:
- Простлон (умерла ранее 8 января 876); муж: Паскветен (умер в 876), граф Нанта, титулярный король Бретани с 874 года
- Риваллон (умер 869/872)
- Виго (умер после 872).